# Renia hastatalis
Renia hastatalis är en fjärilsart som beskrevs av Walker 1858. Renia hastatalis ingår i släktet Renia och familjen nattflyn. Inga underarter finns listade.